# Den andra systern Boleyn
Den andra systern Boleyn (engelska: The Other Boleyn Girl) är en brittisk-amerikansk dramafilm från 2008 baserad på Philippa Gregorys roman med samma namn. Den regisserades av Justin Chadwick.

## Handling
Filmen handlar om kung Henry VIII av England (1491–1547) och hans relationer med Mary och Anne Boleyn i 1500-talets England.

## Rollista
- Natalie Portman – Anne Boleyn
- Scarlett Johansson – Mary Boleyn
- Eric Bana – Henry VIII Tudor
- Jim Sturgess – George Boleyn
- Mark Rylance – Sir Thomas Boleyn
- Kristin Scott Thomas – Lady Elizabeth Boleyn
- David Morrissey – Thomas Howard, hertig av Norfolk
- Benedict Cumberbatch – William Carey
- Oliver Coleman – Henry Percy, earl av Northumberland
- Ana Torrent – Katarina av Aragonien
- Eddie Redmayne – William Stafford
- Juno Temple – Jane Parker
- Iain Mitchell – Thomas Cromwell
- Andrew Garfield – Francis Weston
- Corinne Galloway – Jane Seymour
- Constance Stride – Mary Tudor som ung
- Maisie Smith – Elizabeth Tudor som ung